# إيريكا ماجندي
إيريكا ماجندي (بالإنجليزية: Erica Magnaldi) (و. 1992  م) هي دراجة إيطالية، ولدت في كونيو.

## سجل الفوز

### سباقات أو مراحل فاز بها
| التاريخ        | السباق                                                           | المركز                                                                  |
| -------------- | ---------------------------------------------------------------- | ----------------------------------------------------------------------- |
| 30 سبتمبر 2017 | طواف إيميليا للسيدات 2017                                        | العاشر في التصنيف العام                                                 |
| 01 يناير 2018  | طواف يوركشاير للسيدات 2018                                       | الخامس في التصنيف العام                                                 |
| 19 مايو 2018   | طواف أمجين كاليفورنيا - للسيدات 2018                             | الرابع في التصنيف العام، السابع في تصنيف الجبال                         |
| 27 يونيو 2018  | Course en ligne féminine aux Jeux méditerranéens 2018            |                                                                         |
| 17 يوليو 2018  | سباق لو تور دو فرانس 2018                                        | العاشر في التصنيف العام                                                 |
| 18 سبتمبر 2018 | 2018 تور دي آرديش للسيدات                                        | الثاني في تصنيف الجبال، الخامس في تصنيف النقاط، السابع في التصنيف العام |
| 24 فبراير 2019 | سيتمانا فالنسيا 2019                                             | السادس في التصنيف العام                                                 |
| 24 مارس 2019   | تروفيو ألفريدو بيندا كومون دي سيتيجليو 2019                      | العاشر في التصنيف العام                                                 |
| 12 مايو 2019   | جراند بريكس إلسي جاكوبس 2019                                     | الثاني في تصنيف الجبال                                                  |
| 14 يوليو 2019  | طواف إيطاليا للسيدات 2019                                        | العاشر في التصنيف العام                                                 |
| 08 سبتمبر 2019 | 2019 Giro della Toscana Int. Femminile – Memorial Michela Fanini | السادس في تصنيف الجبال، الثامن في التصنيف العام                         |
| 20 فبراير 2022 | سيتمانا فالنسيا 2022                                             | الأول في تصنيف الجبال، الثالث في تصنيف النقاط                           |
| 16 أبريل 2023  | 2023 Grand Prix de Chambéry                                      |                                                                         |
| 14 أبريل 2024  | 2024 Grand Prix de Chambéry                                      |                                                                         |
| 20 أبريل 2025  | 2025 Grand Prix de Chambéry                                      |                                                                         |

## روابط خارجية
- إيريكا ماجندي على موقع الاتحاد الإيطالي لألعاب القوى (الإيطالية)
- إيريكا ماجندي على موقع الاتحاد الدولي للدراجات (الإنجليزية)
- إيريكا ماجندي على موقع أرشيف الدراجات (الإنجليزية)
- إيريكا ماجندي على موقع إحصائيات الدراجات الإحترافية (الإنجليزية)
- إيريكا ماجندي على موقع نسبة الدراجات (الإنجليزية)
- إيريكا ماجندي على موقع CycleBase (الإنجليزية)
- إيريكا ماجندي على موقع الاتحاد الدولي للتزلج (التزلج الريفي) (الإنجليزية)